# Старий Артаул
Старий Артау́л (рос. Старый Артаул, башк. Иҫке Артауыл) — село у складі Янаульського району Башкортостану, Росія. Входить до складу Байгузінської сільської ради.
Населення — 209 осіб (2010; 183 у 2002).
Національний склад:
- башкири — 94 %